# IVIK
IVIK är en vardaglig förkortning av "Introduktionsutbildning för nyanlända elever inom ramen för gymnasieskolans individuella program".

## Undervisning
Utbildningen bedrivs på de flesta av Sveriges kommunala gymnasieskolor för att ge nyanlända elever behörighet till gymnasiestudier, det vill säga kunskaper motsvarande godkänt i skolår nio i engelska, svenska och matematik. Utöver dessa ämnen ingår ofta en allmän orientering motsvarande gymnasieskolans samhällskunskapsämne i undervisningen.

## Kritik mot IVIK
Skolverket har kritiserat flera skolor för bristande integrering av denna elevgrupp med övriga gymnasieelever, men det finns också exempel där skola och elevråd lyckat skapa möten mellan IVIK och övriga skolan genom gemensamma kurser i estetiskt-praktiska ämnena, moment tillsammans i svenska med andra program, tema- och friluftsdagar gemensamt och aktivering av IVIK-elever i elevrådets arbete såsom stormöten och skyddsronder.